# Les Nanas
Les Nanas és una comèdia francesa de 1985 amb un repartiment totalment femení, dirigida per Annick Lanoë.

## Argument
La Christine té quaranta anys quan s'assabenta que la seva parella Robert ha estat tenint una aventura durant els últims mesos. Com a dona alliberada, Christine es nega a aguantar aquesta situació i, amb el suport de les seves núvies que lluiten per trobar el seu Sr. Perfecte, pren mesures per posar-se en contacte amb la seva rival...

## Repartiment
- Marie-France Pisier com a Christine
- Dominique Lavanant com a Evelyne
- Macha Méril com a Françoise
- Anémone com a Odile
- Odette Laure com la mare de Christine
- Catherine Samie com a Simone
- Juliette Binoche com a Antoinette
- Clémentine Célarié com Éliane
- Marilú Marini com a Mariana
- Caroline Loeb com Adèle
- Eva Ionesco com a Miss França

Catherine Jacob va aparèixer en un paper no acreditat.